# 교련

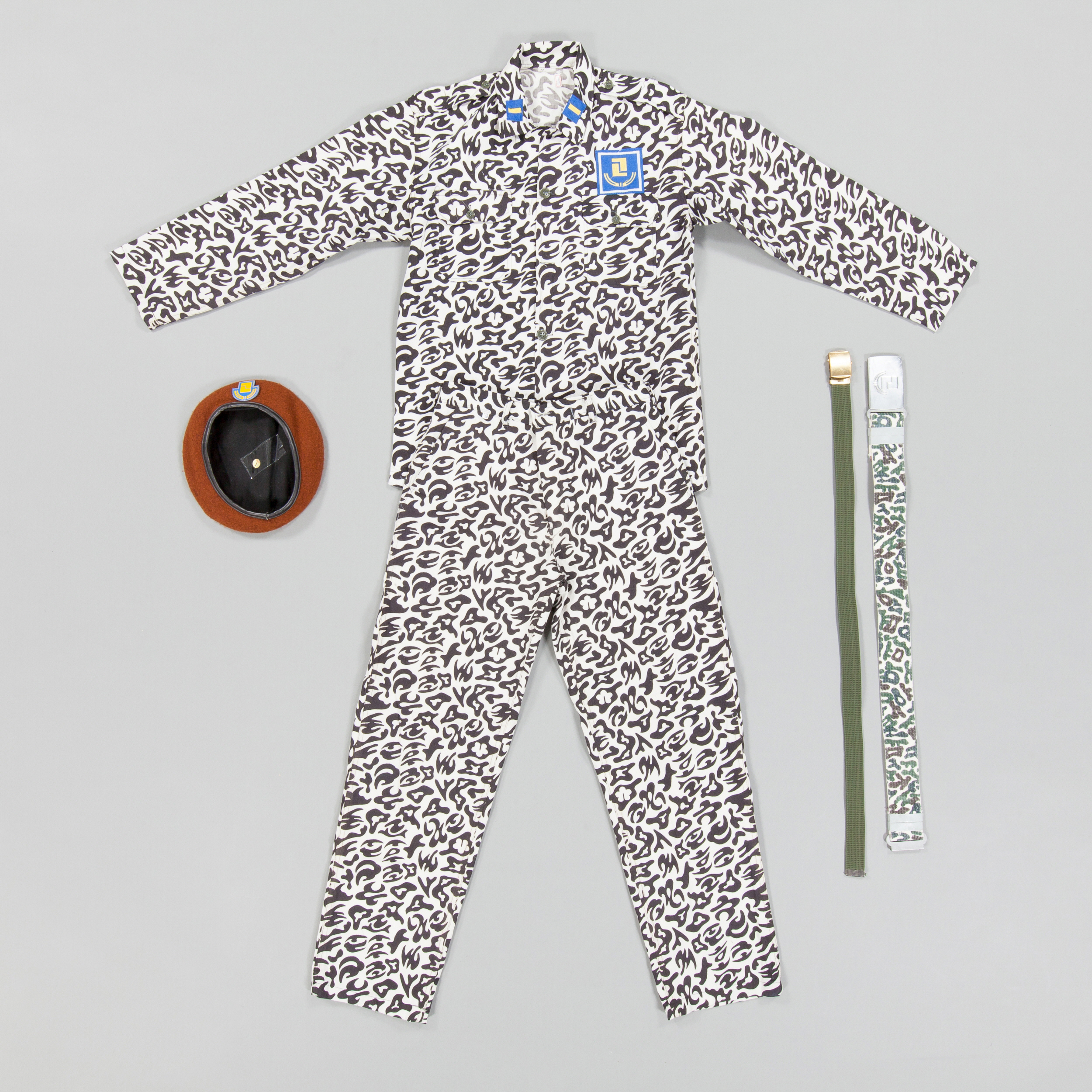
교련 수업 때 착용한 의복
셔츠, 바지, 모자, 허리띠로 구성되었다.

대한민국의 교련(敎鍊)은 사관생도나 학군후보생, 군사학과 등 군사교육이수자가 아닌, 고등학교 이상의 교육기관에 재학중인 일반 학생들에게 실시된 군사 관련 교육훈련 과목이다.
대학 교련은 1988년에 폐지되었고, 고등학교 교련은 단계적으로 총검술, 제식훈련 폐지를 거쳐 1997년부터 선택과목으로 전환되어 사실상 폐지되었다. 이후 2011년에 '안전과 건강'으로 명칭이 변경되어 완전히 폐지되었다.

## 배경
1968년 조선민주주의인민공화국이 대한민국의 청와대를 공격하기 위해 무장간첩을 침투시킨 1·21사태가 발생하자, 안보의식과 전시상황에서의 대처능력을 높인다는 명분 하에 이듬해인 1969년에 교련이 고등학교 필수 과목으로 지정되었다. 이 때, 당시 주 4시간이던 체육 수업을 3시간으로 줄이고 교련을 주 2시간으로 편성했다고 한다.

## 성별에 따라 다른 수업내용
남자 고등학생들은 교련수업이 있는 날에는 교련복을 착용하고, 카빈소총이나 M16소총의 모형을 들고 제식훈련과 총검술을 배웠다. 여자 고등학생들은 제식훈련과 구급법을 배웠다.
교련과목의 남교사는 예비역 대위나 소령 출신이었고, 여교사는 대부분 교직이수를 한 간호사관학교 출신이었다.
여호와의 증인 학생들의 경우는 집총을 금지하는 교리 때문에 마찰이 심각해서 교련수업을 거부하다가 자퇴를 하거나 퇴학을 당하는 경우가 많았다.
과거 대학 교련 과목이 있었던 시절에는 1학년 교련을 이수하면 의무복무 기간에서 45일을, 교련을 전부 이수하면 의무복무 기간에서 90일을 빼 주었다. 다만, 보충역인 방위병은 1학년 교련을 이수하면 10일, 교련을 전부 이수하면 20일을 빼 주었다. 즉, 1986년 4월에 제대할 예정인 1983년 10월 군번의 남자들은 교련을 받게 되면 1986년 1월에 제대하게 되는 식이었다. 대학에서도 교련 과목은 3학점이었으며, 신체검사에서 5, 6급 판정을 받은 자, 여자, 이미 군대에 갔다 온 자를 제외한 나머지 학생들에 한해 필수 과목이었다.

## 교련의 폐지 및 선택과목화
1969년 지정 이후 교련 교육은 박정희, 전두환 군사정권 하에서 계속 유지되었으나, 1980년대 후반 민주화 운동의 영향으로 1988년 말에 대학생 교련이 폐지되었다.
이후 1990년대 초에는 소련의 붕괴 등 국제적인 냉전 종식의 영향과 전사회적인 인권의식의 고양으로 인하여 고등학교에서도 1994년부터 모형 총기 등에 의한 총검술, 제식훈련 교육이 중단되었고, 교련은 교과서 중심의 이론수업으로 전환되었다. 결국 2002년에 7차 교육과정이 적용되면서 교련은 필수과목에서 선택과목으로 바뀌었으며, 사실상 교육현장에서 퇴출되었다.

### 현황
1997년에 교련이 선택과목으로 바뀌면서 대부분 고등학교가 이를 채택하지 않자, 다른 과목 교사자격이 있는 교련 교사들은 교사 자격이 있는 해당 과목만을 가르치게 되었고, 다른 과목 교사자격이 없는 일부 교련 교사들은 보건 교사, 사서 교사 및 학내도서관 사서 등이 되어 교직생활을 하게 되었다.
2011년부터 교육과정이 개정되어 교련의 과목 명칭은 '안전과 건강'으로 바뀌어 군사교육적 성격이 탈색되어 매우 소수의 고등학교에서만 선택과목으로 채택해 수업하였다가, '안전과 건강'도 2014년에 교육과정이 다시 개정되어 폐지되었다.

## 같이 보기
- 학도 호국단
- 소년병
- 대한민국의 역대 고등학교 교과목